# Космос-2260
Космос-2260 је један од преко 2400 совјетских вјештачких сателита лансираних у оквиру програма Космос.
Космос-2260 је лансиран са космодрома Плесецк, Русија, 22. јула 1993. Ракета-носач Сојуз је поставила сателит у орбиту око планете Земље. 